# امین خوری (مصری)
امین خوری (۱۸۹۵ - ۱۹۶۶) زبان‌شناس و قاضی مصری و از اعضای فرهنگستان زبان‌شناسی مصر بود. پس از آنکه دانش‌آموخته الازهر و مدرسه‌ی قضاوت شرعی شد، برای امور دینی در سفارت انگلیس در مصر منصوب شد. او به مناصب گوناگونی دیگر نیز برگزیده شد. 

## آثار
- بلاغت عربی
- کناشر فی الفلسفة
- فن القول
- مالک بن انس
- نوگرایان در اسلام
- الازهر در سده ی بیستم
- ادبیات مصر
- سربازی در اسلام
- من هدی الرسول
- مشکلات حیاتِ زبانی ما